# Дренякин, Иван Тимофеевич
Иван Тимофеевич Дренякин — русский военачальник, генерал-майор.

## Биография
Родился в 1760, по другим данным в 1767 году.
Дата вхождения в военную службу неизвестна. 2 апреля 1797 года по случаю упразднения департамента Генерального штаба переведен из обер-квартирмейстеров в премьер-майорский чин. 20 августа 1798 года был произведен в подполковники, 15 октября 1799 года — в полковники.
4 декабря 1799 года назначен полковым командиром 63-го Углицкого мушкетерского (пехотного) полка, а 7 февраля 1800 года за многочисленные побеги рядовых исключен из службы.
Генерал-майор с 1804 года (по другим данным с 1811 года), служил по 1822 год.

## Семья
- Отец — прапорщик Белгородского гарнизона Тимофей Дренякин.
- Брат — генерал-майор Максим Дренякин кавалер ордена Св. Георгия 4-й степени.
- Брат — генерал-майор Василий Дренякин кавалер ордена Св. Георгия 4-й степени.
- Был холост, детей не имел.

## Награды
- Орден Св. Георгия 4-й степени (№ 3162; 26 ноября 1816).
- Также награждён другими орденами Российской империи.